# 476 av. J.-C.
Cette page concerne l'année 476 av. J.-C. du calendrier julien proleptique.

## Événements
- Printemps : le premier congrès de la Ligue de Délos se réunit à Athènes[1].
- 21 juin : début à Rome du consulat de A. Verginius Tricostus Rutilus et Sp. Servilius Structus[2].
- Été : Les Perses sont chassés d'Eion (en Thrace) par Cimon, à la tête de la flotte de la ligue de Délos, après un an de siège[3]. Le général perse Bogès se suicide avec ses hommes en incendiant la ville avec tous ses trésors accumulés par ses pillages[4]. Cet événement ouvre la voie à la colonisation de la vallée du Strymon. Skyros est prise peu après par les Athéniens, qui y installent des clérouques[3]. Des colons athéniens sont massacrés par les Thraces à Drabescos en 465/464 av. J.-C.[5].

- En Sicile, Théron, tyran d’Agrigente, après avoir massacré ses opposants à Himère, repeuple la ville avec des colons doriens[6].
- Pindare séjourne à Syracuse. Il célèbre la victoire de Théron, tyran d’Agrigente, dans la course de chars aux Jeux olympiques[7].
- Les Phéniciennes, drame du poète Phrynichos[7] sur la victoire de Salamine, est représenté à Athènes.
- Théagène de Thasos remporte l'épreuve de pancrace aux Jeux Olympiques[8].

## Décès
- Anaxilas, tyran de Rhégion.